# Дивали
Дивали или Дипавали (на санскрит: दीपावली, Dīpāvalī), е най-големият индийски и индуски празник. Той също е най-значимият празник в духовно свързаните с индуизма сикхизъм и джайнизъм. Основният ден на фестивала Дивали (денят на Лакшми) е официален празник в Непал, Индия, Пакистан, Мианмар, Шри Ланка, Мавриций, Гвиана, Тринидад и Тобаго, Суринам, Малайзия, Сингапур и Фиджи.
Дивали е известен като „фестивал на светлината“. Името му произлиза от санскрит – Deepavali; Deepa – светлина; Avali – ред/редица, тоест „редица от светлини“. Той символизира духовната „победа на светлината над тъмнината, доброто над злото и знанието над невежеството“. Честванията обикновено продължават пет или шест дни между средата на септември и средата на ноември в зависимост от различните религиозни календари.
Подготовката за празника започва два дни преди събитието, през които по традиция всяко семейство трябва да купи нещо за дома (без значение размера и цената), защото Дивали е празник на здравето и благоденствието, а според вярванията на индусите да купиш нещо за дома е добър знак и носи късмет на дома и обитателите му.
В днешно време тази традиция е леко променена и така освен различни подаръци за дома на този ден хората купуват също нови дрехи и бижута.
На Дивали домовете на индийците се украсяват с много свещи и малко кръгли лампи – те ограждат пътя към дома си със свещи и държат прозорците си отворени, за да посрещнат слизането на Лакшми – богиня на здравето и благоденствието в индийската митология.
Дивали се празнува пищно – хората обличат най-хубавите си дрехи, ходят си на гости и си подаряват подаръци.